# Sem' nevest efrejtora Zbrueva
Sem' nevest efrejtora Zbrueva (Семь невест ефрейтора Збруева) è un film del 1970 diretto da Vitalij Vjačeslavovič Mel'nikov.